# Das Puppenheim in Pinnow
 Das Puppenheim in Pinnow  ist ein Film des Fernsehens der DDR von 1984 nach dem gleichnamigen Roman von Joachim Wohlgemuth, in dem es um den Ausbildungsalltag in einer LPG geht.

## Handlung
Der junge Norbert Stenzel ist Ausbildungsleiter für Viehwirtschaft in Pinnow. Da er selbst Lehrling in Pinnow war und unter den Lehrmethoden seines Vorgängers oft zu leiden hatte, möchte er seinem einstigen Ausbilder zeigen, dass die Lehrzeit auch Spaß machen kann. Norbert sieht die Lehrlinge als verantwortungsbewusste, erwachsene Menschen und versucht, sie mit mehr Freiheit und weniger Strenge für die harte Arbeit zu motivieren. Neben beruflichen Problemen schlagen sich die jungen Damen mit der ersten Liebe, Eifersucht und dem unvermeidlichen Liebeskummer herum. Eine seiner Lehrlinge ist die 16-jährige Steffi, die nur seinetwegen beschließt, Melkerin zu werden, und mit der Norbert eine Liebesbeziehung anfängt.

## Hintergrund
Die Buchvorlage von Joachim Wohlgemuth erschien 1983 im Verlag Neues Leben.
Als Laiendarsteller wirkten die Lehrlinge der BBS des VEG(Z) Tierzucht Groß-Kreutz bei dem Film mit. Petra Fritzenwanker, die nach Probeaufnahmen unter vielen anderen Bewerberinnen für die Rolle der Steffi ausgewählt wurde, war in den folgenden Jahren in zwei weiteren TV-Produktionen zu sehen.
Fotos von Proben der Laientheatergruppe:

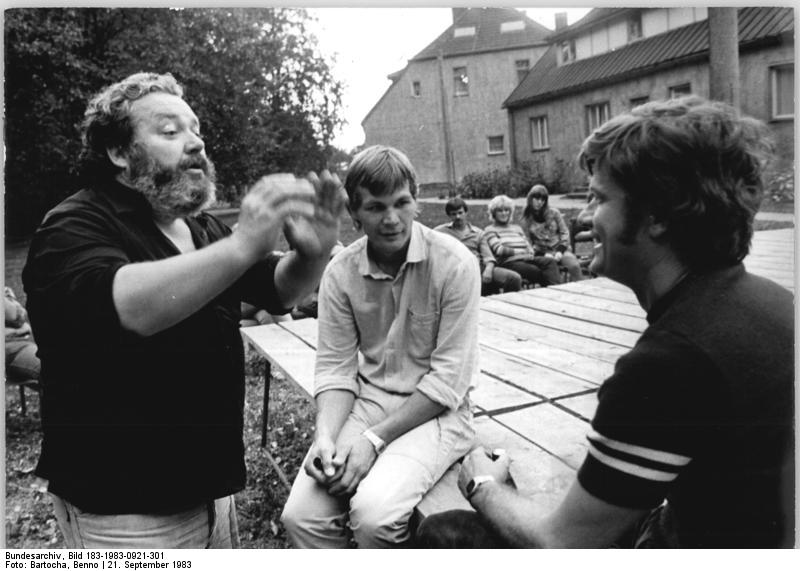
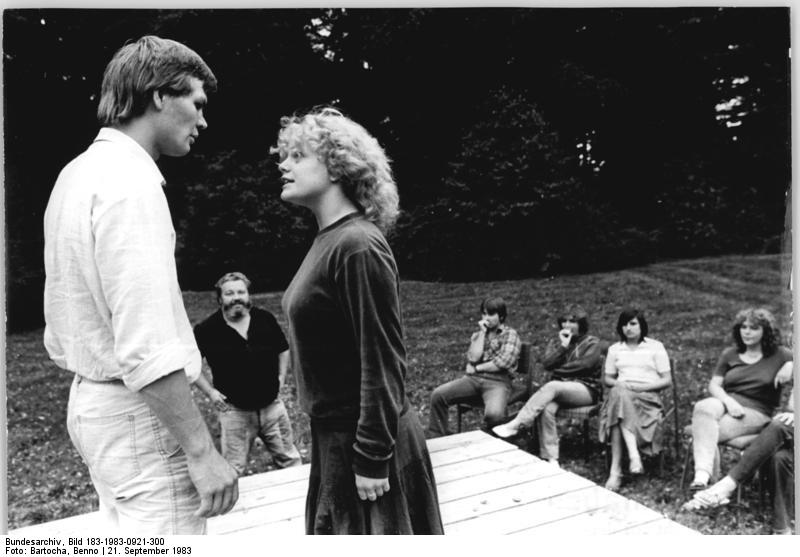
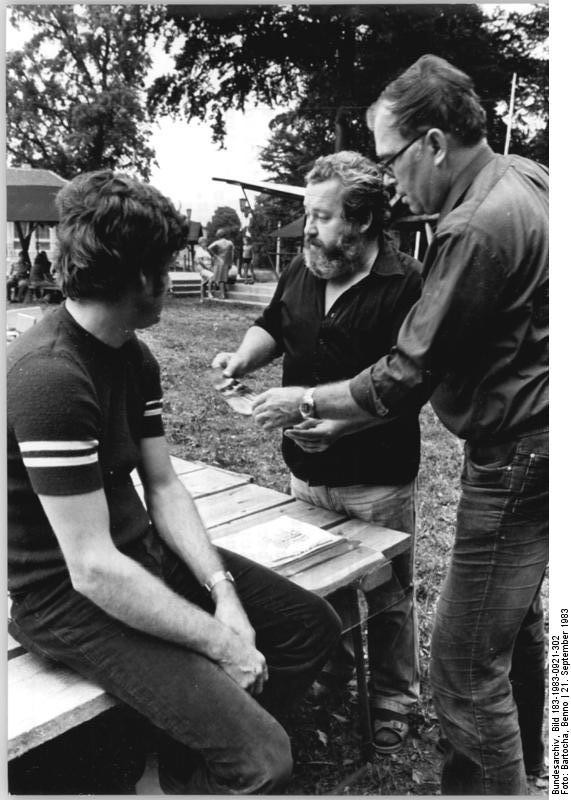

## Kritiken
„Heiterer Fernsehfilm.“

## Ausstrahlungen
Die Erstausstrahlung erfolgte im 1. Programm des Fernsehens der DDR am Sonntag, dem 1. Januar 1984.